# Troubadour (Album)
Troubadour ist das zweite Studioalbum des somalisch-kanadischen Hip-Hop-Musikers K’naan. Im Februar 2009 wurde es erstveröffentlicht. Das Album enthält Kollaborationen mit Kirk Hammett, Chubb Rock, Chali 2na, Mos Def, Damian Marley, und Adam Levine.

## Titelliste

### Standardtracks
| Nr. | Titel                                    | Länge |
| --- | ---------------------------------------- | ----- |
| 1   | T.I.A.                                   | 3:38  |
| 2   | ABCs (feat. Chubb Rock)                  | 3:09  |
| 3   | Dreamer                                  | 4:32  |
| 4   | I Come Prepared (feat. Damian Marley)    | 4:08  |
| 5   | Bang Bang (feat. Adam Levine)            | 3:06  |
| 6   | If Rap Gets Jealous (feat. Kirk Hammett) | 3:39  |
| 7   | Wavin’ Flag                              | 3:40  |
| 8   | Somalia                                  | 3:33  |
| 9   | America (feat. Mos Def & Chali 2na)      | 4:45  |
| 10  | Fatima                                   | 5:01  |
| 11  | Fire In Freetown                         | 4:36  |
| 12  | Take a Minute                            | 4:06  |
| 13  | 15 Minutes Away                          | 4:56  |
| 14  | People like Me                           | 6:16  |

### Bonustracks

#### Amazon.com Exclusive
| Nr. | Titel                                                                 | Länge |
| --- | --------------------------------------------------------------------- | ----- |
| 15  | Wavin’ Flag (feat. will.i.am & David Guetta)                          | 3:30  |
| 16  | Wavin’ Flag (Coca-Cola® Celebration Mix)                              | 3:32  |
| 17  | Wavin’ Flag (Coca-Cola® Celebration Spanish Mix) (feat. David Bisbal) | 3:52  |
| 18  | Biscuit                                                               | 3:49  |

#### Champion Edition
| Nr. | Titel                                                       | Länge |
| --- | ----------------------------------------------------------- | ----- |
| 15  | Does It Really Matter                                       | 3:54  |
| 16  | Wavin’ Flag (Coca-Cola® Celebration Mix) (feat. Chubb Rock) | 3:32  |

## Kritik
„Der 31-jährige Musiker und Rapper hat seine ganz eigene Mischung aus Reggae, Funk, Pop, Soul und Hip-Hop geschaffen. Wie unvergleichlich diese Mischung ist, zeigt er auf seinem zweiten Album Troubadour […]. Die neue LP überzeugt mit eklektischer Vielfalt und musikalischem Feingefühl. Aus Samples und Live-Instrumenten kreiert er einen Sound, in dem traditionelle afrikanische Melodien auf klassische Hip-Hop-Elemente treffen – und zusammen etwas vollkommen Neues ergeben.“

## Auszeichnungen
Troubador wurde bei den Juno Awards 2010 in der Kategorie Rapaufnahme des Jahres nominiert, erhielt den Preis aber letztendlich nicht.